# (378214) Sauron
Pour les articles homonymes, voir Sauron (homonymie).
(378214) Sauron est un astéroïde de la ceinture principale aréocroiseur.

## Description
(378214) Sauron est un astéroïde aréocroiseur. Il présente une orbite caractérisée par un demi-grand axe de 2,38 UA, une excentricité de 0,31 et une inclinaison de 1,0 par rapport à l'écliptique.
Il est nommé d'après Sauron, personnage de fiction de J. R. R. Tolkien.

## Compléments